# Egon Gindorf
Egon Gindorf, né le 20 décembre 1930 à Dillingen en Allemagne et mort le 8 octobre 2020, est un entrepreneur et un président du club de football du Racing Club de Strasbourg.

## Biographie
Il crée l'entreprise Eurodirect, spécialisée dans le conseil en marketing direct, qui compte en 2004 800 salariés. Au RC Strasbourg, il est tout d'abord actionnaire et vice-président du conseil de surveillance de 1990 à 1998. Il reprend le club en 2003 à la suite du retrait du groupe IMG McCormack et devient président le 3 mai 2003. Selon l'actionnaire minoritaire du club Patrick Adler, « sans Égon le Racing n'existerait plus aujourd'hui. Quand McCormack s'est déclaré vendeur, il est le premier vers qui nous sommes allés avec Marc (Keller). S'il n'avait pas dit oui, on ne l'aurait jamais fait et il n'y aurait plus de club pro aujourd'hui. » Egon Gindorf est un président apprécié par les supporters,. Il quitte son poste pour raisons personnelles en décembre 2005. 